# دونالد جي. ديفيس
دونالد جي. ديفيس (بالإنجليزية: Donald G. Davis)‏ هو ضابط وسياسي أمريكي، ولد في 29 أغسطس 1971 في سنوهيل في الولايات المتحدة. حزبياً، نشط في الحزب الديمقراطي. وقد انتخب عضو مجلس ولاية كارولاينا الشمالية.

## وصلات خارجية
- الموقع الرسمي